# Saint-Sardos (Lot-et-Garonne)
Saint-Sardos is een gemeente in het Franse departement Lot-et-Garonne (regio Nouvelle-Aquitaine) en telt 243 inwoners (1999). De plaats maakt deel uit van het arrondissement Agen.

## Geschiedenis
Saint-Sardos is ontstaan rond een priorij die afhing van de abdij van Sarlat. In 1318 gingen de koning Filips IV van Frankrijk en de abt van Sarlat over tot de herstichting van Saint-Sardos als bastide. Omdat de plaats gelegen was in een gebied onder Engelse controle, werd dit gezien als een provocatie. In de nacht van 15 op 16 oktober 1323 viel een Engels leger de bastide aan. Zij vernielden de kerk en doodden de hele bevolking onder wie de afgezant van de Franse koning. Die zou 's anderendaags de officiële stichtingsceremonie bijwonen. Deze slachtpartij was aanleiding voor de Oorlog van Saint-Sardos, een voorbode van de Honderdjarige Oorlog.

## Geografie
De oppervlakte van Saint-Sardos bedraagt 14,4 km², de bevolkingsdichtheid is 16,9 inwoners per km².
De onderstaande kaart toont de ligging van Saint-Sardos (Lot-et-Garonne) met de belangrijkste infrastructuur en aangrenzende gemeenten.

## Demografie
Onderstaande figuur toont het verloop van het inwonertal (bron: INSEE-tellingen).